# Humberside

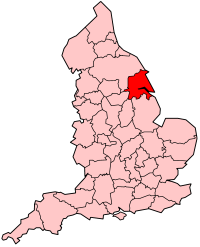
La position de Humberside en Angleterre.

Humberside est un ancien comté d'Angleterre. Il a été créé en 1974 à partir des comtés originaux du Yorkshire et du Lincolnshire. Sa capitale était Beverley. Il était divisé en deux par le Humber, et les deux parties ont été reliées après 1981 par le Pont du Humber. Sa seule cité était Kingston-upon-Hull. Les autres villes du comté étaient Bridlington, Scunthorpe, Grimsby et Cleethorpes.  La devise du comté était United We Flourish (« Unis nous prospérons »).
Dès le début, le comté n'était pas populaire auprès de ses résidents. Après quelques années de demandes pour les rendre aux comtés traditionnels, en 1996 Humberside était supprimé et quatre nouvelles autorités unitaires ont été créées : East Yorkshire, Kingston-upon-Hull, North Lincolnshire et North East Lincolnshire.

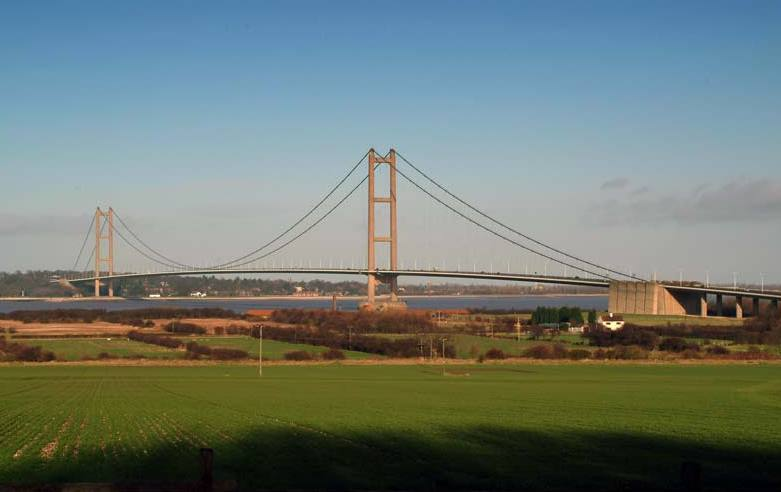
Le Pont du Humber, la seule connexion majeure entre les deux parties de Humberside.